# Igor Flach

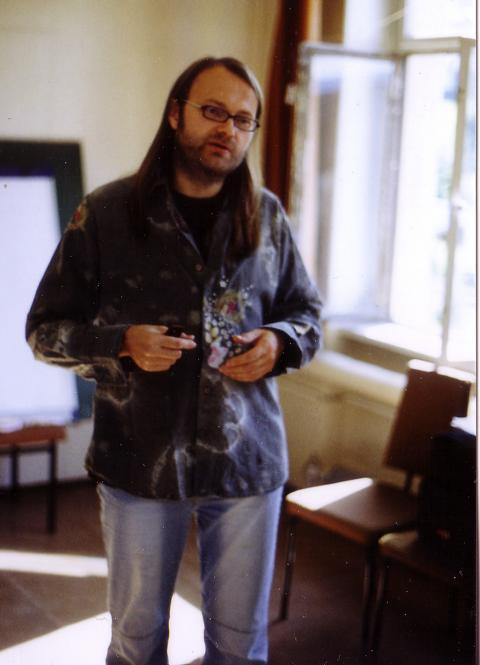
Igor Flach, 2004 einen Workshop bei mundharmonika live in Klingenthal leitend

Igor Flach (* 12. März 1966 in Jena; † 8. März 2008 in Berlin) war ein deutscher Musiker und Bluesharp-Spieler.

## Leben
Flach erlernte im Alter von zehn Jahren autodidaktisch das Mundharmonikaspiel. Inspiriert wurde er von Stefan Diestelmann und dem französischen Bluesharp-Spieler Jean-Jacques Milteau. Nach einer Uhrmacherlehre schloss er sich 1984 der Jonathan Blues Band an und begann seine Karriere als Berufsmusiker. In der Ost-Berliner Bluesszene lernte er Hans die Geige kennen. Mit dessen Unterstützung komponierte und produzierte Flach deutschsprachige Bluessongs. Die Texte stammten von Michael Sellin. Von 1987 bis 1989 spielte er bei Passat, trat als Gastmusiker bei Pankow und der Tino Standhaft Band auf und war an der Einspielung verschiedener Langspielplatten beteiligt.
Seit den 1990er-Jahren war Flach vor allem solistisch tätig, tourte durch die USA, Frankreich und Russland und war als Gast an der Produktion verschiedener CDs beteiligt. Anfang der 1990er Jahre hatte er mehrere Gastauftritte bei Stefan Diestelmann und musizierte gemeinsam mit The Yardbirds, Alicia Levy, Louisiana Red, der Uwe-Ochsenknecht-Band, Abi Wallenstein, Buzz Dee (Sebastian Baur/heute Knorkator), Rudi Howard und Guitar Crusher.
Gemeinsam mit Stefan Strahli Strahl gründete er die Niel Jang Band, eine deutschsprachige Neil-Young-Coverband und gehörte der Gospel Unlimited an. Bis zu seinem Tod verband ihn eine intensive Zusammenarbeit mit Uwe Bluesrudy Haase als Duo „Igor Flach & Bluesman Rudy“. Im Übrigen begleiteten beide Stefan Diestelmann bei dessen Abschiedstournee 1999 im Osten Deutschlands.
Flach nahm zwischen 1994 und 2004 sechs Solo-Alben auf. Er gehörte zu den Förderern des Musikfestivals „Mundharmonika live“ in Klingenthal, arbeitete als Dozent verschiedener Workshops an der “Musik-Akademie Markneukirchen e. V.” und betrieb einen Harp-Shop.
Mit seiner Lebensgefährtin wurde er Vater zweier Töchter. Nach einem Herzleiden verstarb der Musiker wenige Tage vor seinem 42. Geburtstag an den Folgen der schweren Operation auf der Intensivstation des Berliner Herzzentrums.

## Stil
Flach galt als einer der besten „All-category-Harpspieler“. Ursprünglich vom authentischen Blues inspiriert, fühlte er sich später keinem musikalischen Genre zugehörig, spielte ebenso Rock-, Folk- oder Countrymusik und afrikanische, griechische und russische Liveacts.

## Diskografie
- Igor Flach – One step ahead of the blues, 1994
- Formation Flach – Angeschmiert, 1997 (mit Carlo Mombelli)
- The best of Igor Flach 1992–1998
- Igor Flach und Stefan Strahl live – Pidgin Lovesongs, 1998
- Igor Flach und Stefan Diestelmann – Living another here, 2000
- Igor Flach: Die schönsten Mundharmonikastücke und -solos (Sampler), 1991–2000
- Bluesrudy und Igor Flach: 1A Blues, 2004
- Bluesrudy und Igor Flach: 1A Blues, Vol. 2, 2008 (In Memory of Igor Flach)
- Igor Flach und LausitzBlues Live im Real Music Club 2007, Gedenk-CD 2009